# Беррі Беренсон
Берінтія «Беррі» Беренсон-Перкінс (англ. Berintia «Berry» Berenson Perkins; 14 квітня 1948, Нью-Йорк — 11 вересня 2001, там само) — американська акторка, фотограф та модель. Дружина Ентоні Перкінса.

## Життєпис
Молодша з двох доньок Роберта Л. Беренсона, американського дипломата (литовського єврея за походженням), та Гого Скіапареллі (уроджена графиня Марія Луїза Івонн Радха де Вендт де Карлюр), світської особи змішаного італо-швейцарсько-франко-єгипетського походження. Бабуся з материнського боку — Ельза Скіапареллі, видатний модельєр, дід — граф Вільгельм де Вендт де Карлюр, теософ. Двоюрідні прадіди — італійський астроном Джованні Скіапареллі, який першим описав марсіанські канали, та американський художній критик Бернард Беренсон, молодшою сестрою якого була Сенда Беренсон, спортивний педагог, укладач правил жіночого баскетболу, одна з перших двох жінок включених до Зали слави баскетболу. Старша сестра Берінтії — Маріса Беренсон, модель та акторка.
Наприкінці 1960-х років, після нетривалої кар'єри моделі перекваліфікувалась на професійного фотографа-фрилансера. До 1973 року її роботи публікувалися в ведучих фоторепортажних та модних виданнях США — «Лайф», «Glamour», «Vogue», «Ньюсвік».
9 вересня 1973 року Беррі Беренсон вступила у шлюб з актором Ентоні Перкінсом. В подружжя народились двоє синів — Оз Перкінс (2 лютого 1974, режисер та актор) та Елвіс Перкінс (9 лютого 1976, музикант). Шлюб тривав до смерті Ентоні Перкінса 12 вересня 1992 року від СНІДу.
Вивчала акторську майстерність у студії при нью-йоркському The American Place Theatre, одночасно з Річардом Гіром, Пенелопою Мітфорд, сестрою Марісою та іншими. 1978 року зіграла у фільмі Алана Рудольфа «Пам'ятай моє ім'я» спільно з Джеральдіною Чаплін, Ентоні Перкінсом, Мозесом Ганном та Джеффом Голдблюмом. У 1979—1980 роках з'явилася в невеликих ролях у фільмі «Зима — сезон вбивств» з Джеффом Бріджесом, та у міні-серіалі «Сумніви». 1982 року виконала одну з другорядних ролей у фільмі «Люди-коти» за участю Малкольма Макдавелла та Настасії Кінскі.
Беррі Беренсон загинула у 53-річному віці під час терористичного акту 11 вересня 2001 року, — вона була одним з пасажирів рейсу 11 American Airlines, яким поверталася додому в Каліфорнію після відпочинку на Кейп-Коді (перший захоплений терористами пасажирський літак, направлений ними на Північну вежу Всесвітнього торгового центру у Нью-Йорку).

## Фільмографія
| Рік  |   | Українська назва     | Оригінальна назва | Роль             |
| ---- | - | -------------------- | ----------------- | ---------------- |
| 1978 | ф | Пам'ятай моє ім'я    | Remember My Name  | Барбара Каррі    |
| 1979 | ф | Зима — сезон вбивств | Winter Kill       | працівниця моргу |
| 1980 | с | Сумніви              | Scruples          | адміністратор    |
| 1982 | ф | Люди-коти            | Cat People        | Сандра           |